# منگن
منگن (به ترکی استانبولی: Mengen) یک منطقهٔ مسکونی در ترکیه است که در استان بولی واقع شده‌است.